# Vortrapptief

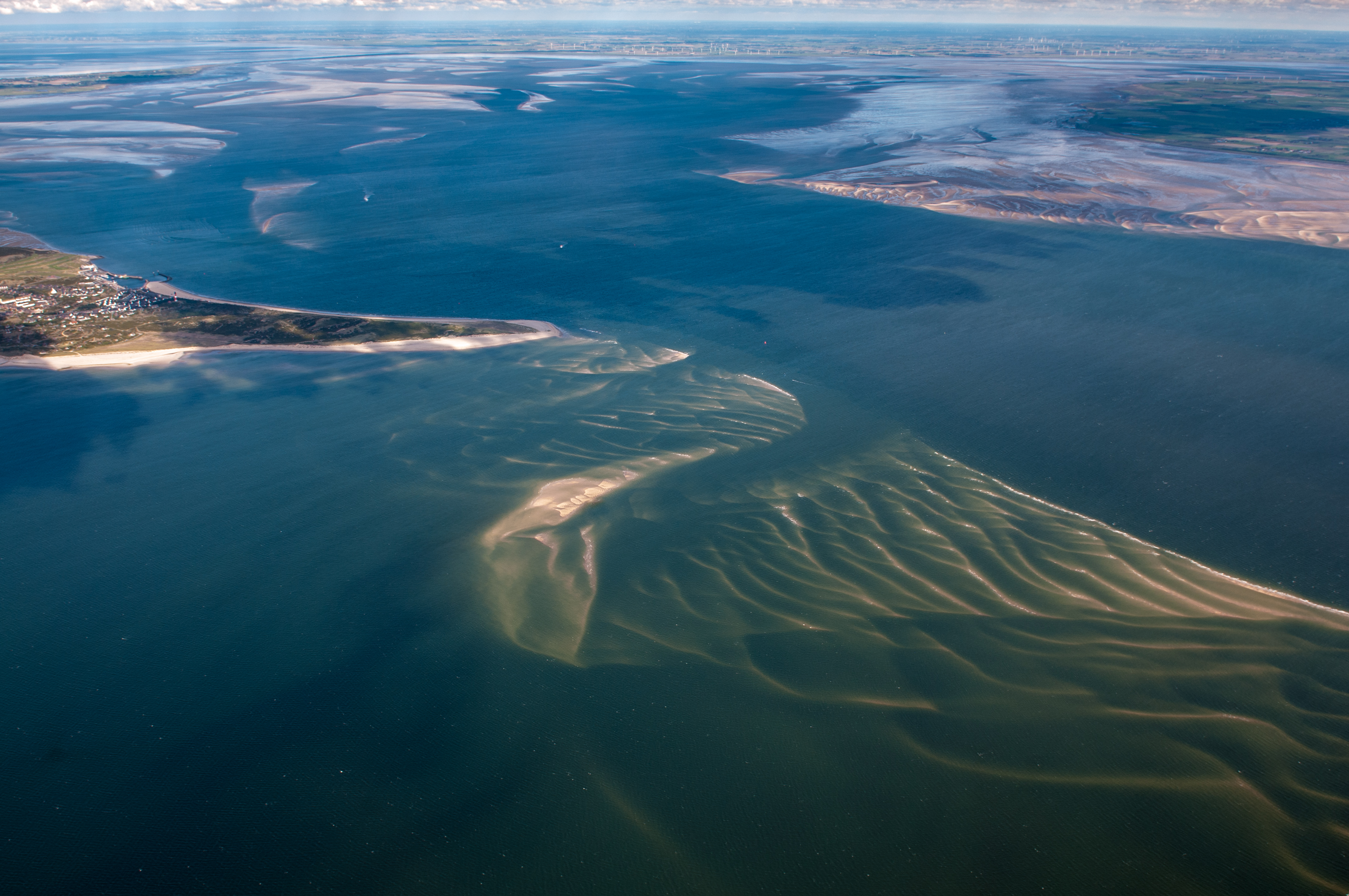
Das Vortrapptief etwa im rechten Drittel des Schrägluftbildes

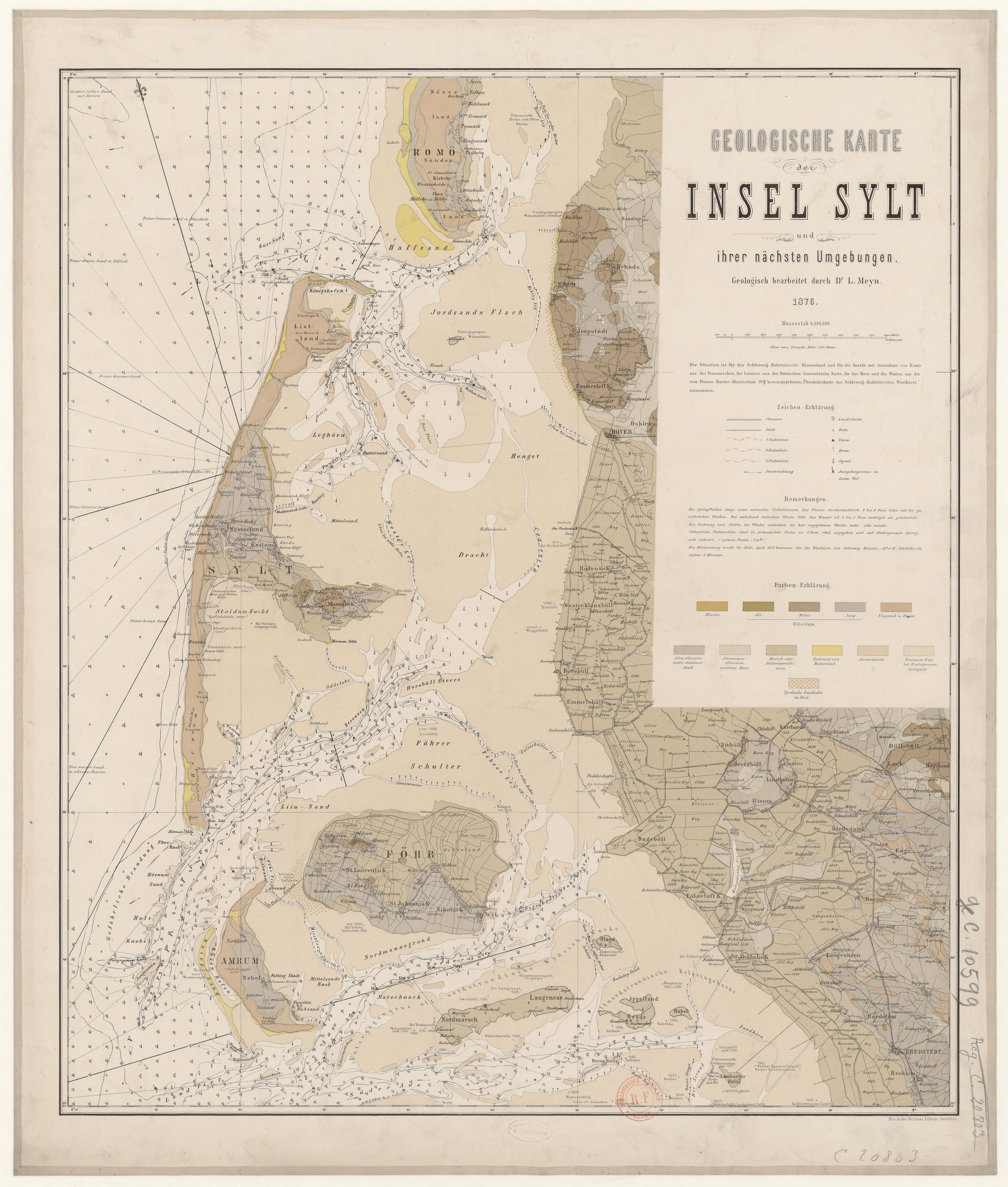
Die geologische Karte zeigt das Vortrapptief zwischen der Südspitze von Sylt (Hörnum Odde) und Amrum

Fartrapp-Tief auf dem Kartenblatt Amrum (1893)

Das Vortrapptief (dänisch Fartrap Dyb, nordfriesisch Föörtrepjip) ist ein Priel, der zwischen den Inseln Amrum und Sylt beginnt und durch das nordfriesische Wattenmeer Richtung Südwesten zwischen Amrum und dem Jungnamensand verläuft. Das Vortrapptief ist die Verlängerung des Hörnumtiefs. Es weist Tiefen bis zu 17 Metern auf; im Übergang zum Hörnumtief wurden 42 Meter gemessen. Die Seitenarme Jungnamenloch, Holtknobloch und Theeknobrinne sind bis 14 Meter tief. Das Leitfeuer des Leuchtturms Norddorf dient als Leit- und Quermarkenfeuer für das Fahrwasser Vortrapptief.